# Теорема Данжуа — Лузіна
Теоре́ма Данжуа́ — Лу́зіна про абсолютно збіжні тригонометричні ряди: якщо тригонометричний ряд
{\displaystyle \sum _{n}a_{n}\cos nx+b_{n}\sin nx}
збігається абсолютно на множині додатної міри Лебега, то ряд, складений з абсолютних величин його коефіцієнтів, збігається і, отже, початковий тригонометричний ряд збігається абсолютно і рівномірно на всій числовій осі.
Властивість додатності міри множини збіжності не є необхідною. Існують досконалі множини міри нуль, зі збіжності на яких ряду випливає збіжність ряду абсолютних величин його коефіцієнтів.

## Історія
Теорему встановили незалежно Данжуа і Лузін 1912 року.